# كواليس

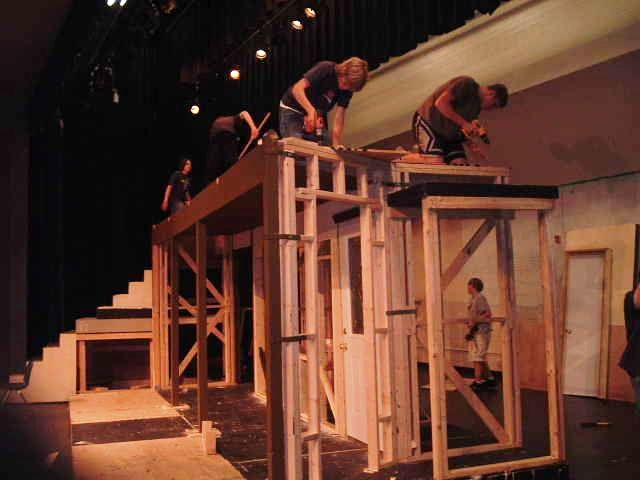

الكواليس هي خلفية المسرح أو الممر الذي يسلكه الممثل ليدخل من خلف المسرح تجاه مكان التمثيل.، وكواليس السياسة هي خفايا السياسة.

## أصل الكلمة
يعود أصل كلمة كواليس إلى الكلمة الفرنسية القديمة Coulisse